# Imagine Dragons
Imagine Dragons est un groupe de pop rock américain, originaire de Las Vegas dans le Nevada, et formé en 2008. Avec sept albums au total, le groupe totalise 74 millions d’albums vendus et 160 milliards de streams dans le monde entier. Remportant trois American Music Awards, dix Billboard Music Awards et un Grammy Award, Imagine Dragons est devenu l'un des groupes de pop-rock les plus emblématiques de cette dernière décennie. 

## Historique

### Débuts (2008-2011)
En 2008, le chanteur Dan Reynolds rencontre une personne qui est le batteur Andrew Tolman à l’université de Brigham Young où ils sont tous deux étudiants. Les deux jeunes musiciens recrutent Andrew Beck, Dave Lemke et Aurora Florence pour jouer respectivement de la guitare, de la basse et du piano dans leur groupe. À la suite des départs d'Andrew Becke et d'Aurora Florence, Andrew Tolman recrute un ami de longue de date du lycée, Wayne Sermon, qui vient d'obtenir son diplôme à la prestigieuse université de Berklee College of Music. Plus tard, Andrew Tolman invite sa femme Brittany Tolman au sein d'Imagine Dragons. Le groupe publie de façon indépendante son premier EP intitulé Speak To Me.
Toutefois, Dave Lemke quitte le groupe peu après, ce qui amène Wayne Sermon à recruter un autre étudiant de Berklee, Ben McKee, pour rejoindre le groupe en tant que bassiste. Le groupe acquiert une certaine popularité dans sa ville natale de Provo, dans l'Utah, avant que les membres ne déménagent dans le Nevada à Las Vegas, ville natale du chanteur Dan Reynolds.
Les cinq musiciens jouent leurs premiers concerts dans des casinos et autres bars de Las Vegas. Le groupe sort ensuite trois EP, Imagine Dragons en 2009, Hell and Silence en 2010, et It's Time en 2011, ce qui leur permet de signer un contrat avec Interscope Records.
Cependant, Andrew et Brittany Tolman décident de quitter le groupe. Wayne Sermon invite alors Daniel Platzman, étudiant à Berklee, à compléter le groupe en tant que batteur.
Le groupe des quatre amis, dans sa forme définitive, commence à travailler avec le producteur anglais Alex Da Kid. Imagine Dragons dévoile en 2012 deux EP, Continued Silence et Hear Me.

### Night Visions(2012–2014)
En 2012, Imagine Dragons dévoile son premier album Night Visions qui atteint la 2e place du Billboard 200 aux États-Unis. Le single Radioactive se vend à plus de 16 millions d'exemplaires aux États-Unis, entrant dans le top 3 des chansons les plus vendues numériquement de tous les temps. Le single bat le record de la chanson qui est restée le plus longtemps sur le Billboard Hot 100 en passant 87 semaines, avant d'être battue par Blinding Lights de The Weeknd en 2021. Le groupe débute en 2013 une tournée mondiale, « Night Visions Tour ».
Lors de la 56e cérémonie des Grammy Awards, en janvier 2014, le groupe réalise un live au côté du rappeur Kendrick Lamar. Leur prestation, un mash-up de Radioactive et de m.A.A.d. City est saluée par la critique, jugée comme étant électrisante et certainement la meilleure prestation de la soirée[réf. nécessaire].
Le 17 septembre 2014, le groupe publie (en collaboration avec le département musique de Riot Games) une chanson intitulée Warriors à l'occasion des championnats du monde 2014 de League of Legends. Le 19 octobre 2014, le groupe chante pour la finale du League of Legends World Championship au Sangam Stadium de Séoul, en Corée.

### Smoke + Mirrors(2014–2016)

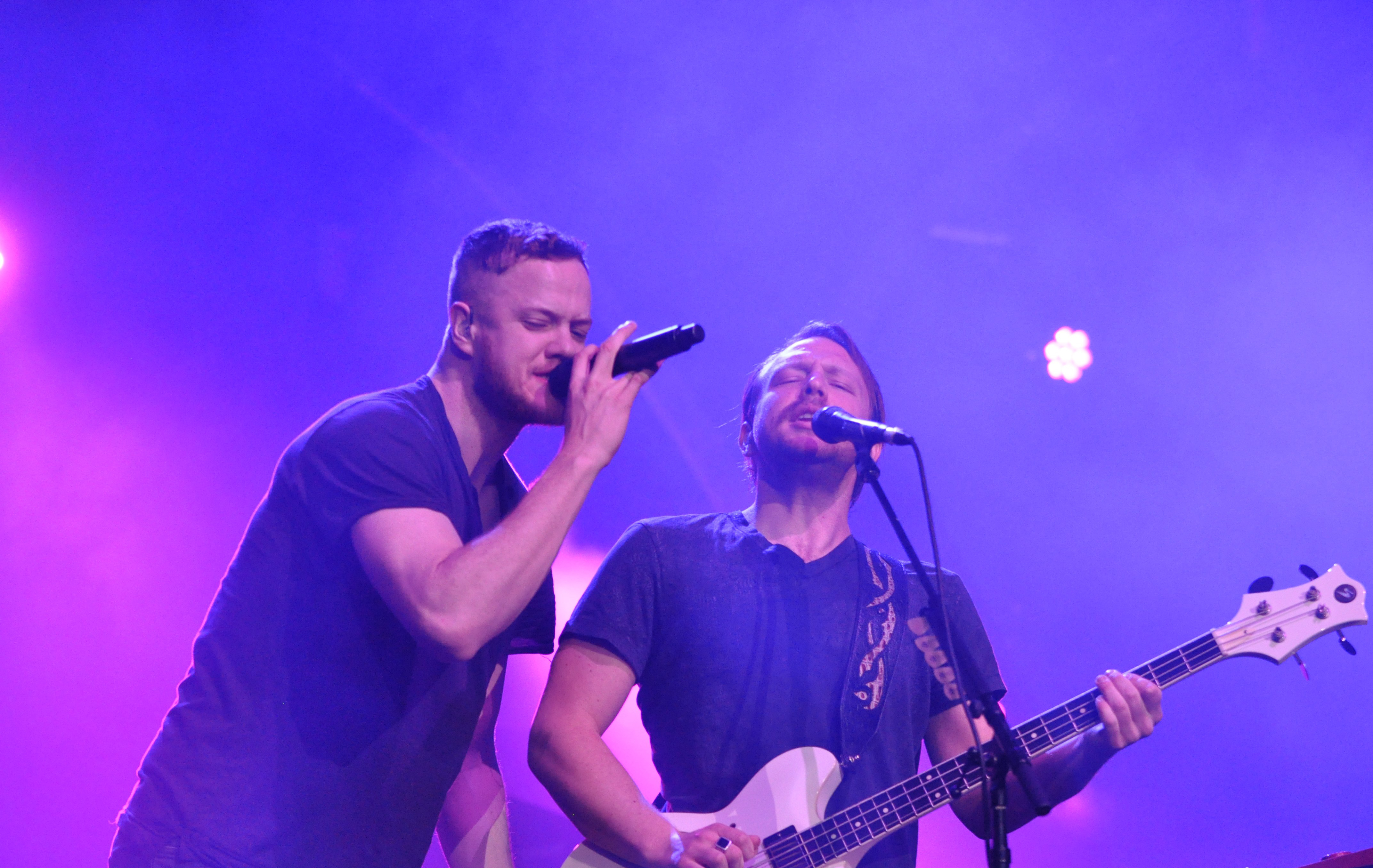
Dan Reynolds et Ben McKee.

Le 5 avril 2014, le groupe annonce sur les réseaux sociaux la préparation d'un deuxième album. Le single I Bet My Life est révélé le 27 octobre 2014, introduisant ainsi la sortie de leur deuxième album courant 2015. Il est joué en live le 23 novembre 2014 aux American Music Awards 2014 où Imagine Dragons remporte le prix du meilleur artiste de rock alternatif de l'année,. Cette chanson, dans un style moins électro et plus folk, annonce la nouvelle teneur de ce second album prévu pour février 2015: « C'est vraiment imprégné de notre expérience du passage du petit groupe local à un groupe qui joue dans des stades. Il y a beaucoup de choses intéressantes qui se produisent entre les deux étapes. »
Le clip de I Bet My Life est dévoilé le 12 décembre 2014 avec le jeune acteur Dane DeHaan. Le 15 décembre, le groupe annonce le nom de leur nouvel album, Smoke + Mirrors, et une nouvelle chanson, Gold. Celle-ci est toujours dans un style plus folk, différent de ce que le groupe a produit jusqu'à maintenant. Les musiciens ont révélé par des indices dispersés dans Las Vegas les titres de quelques chansons (Summer, Shots, Polaroid et I'm So Sorry) de ce deuxième album, intitulé Smoke + Mirrors, qui sort le 17 février 2015. Le groupe sort sa propre application Stage Rush, début février, elle a pour but de récolter des fonds pour leur association Tyler Robinson. Le 2 mars 2016, le live de leur concert de leur tournée Smoke + Mirrors Tour, enregistré à Toronto, au Canada, est diffusé dans certains cinémas du monde entier. Ce concert est disponible depuis le 3 juin 2016, en édition Blu-Ray/CD-DVD.
Ils dévoilent le jeudi 28 avril le single promotionnel du film Avant Toi, qui se nomme Not Today. Le jeudi 23 juin 2016, par le biais de la chaîne YouTube du label Atlantic Records, ils dévoilent la chanson Sucker for Pain pour le film Suicide Squad. Ce titre est en collaboration avec Lil Wayne, Wiz Khalifa, Logic, Ty Dolla $ign et le groupe X Ambassadors. Début décembre 2016, ils dévoilent, tout d'abord en avant-première sur Apple Music puis, peu après en téléchargement légal le single Levitate qui sert de musique promotionnelle pour le film Passengers.

### Evolve(2017-2018)

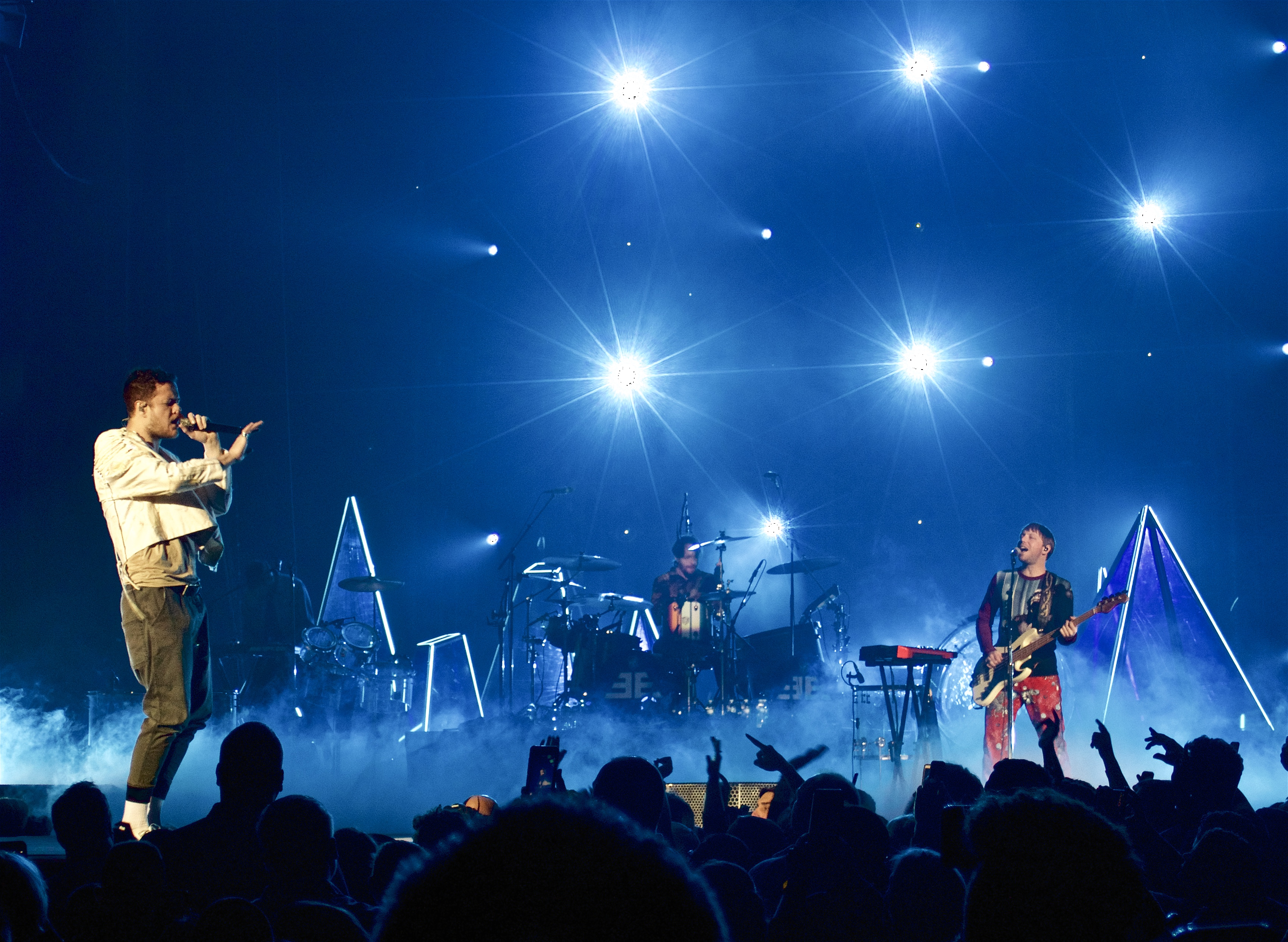
Un concert de leur tournée Evolve, novembre 2017.

Le 29 novembre 2016, le groupe poste via son compte Instagram une vidéo faisant la promotion de leur chanson Levitate avec comme légende : « Nous travaillons actuellement sur notre troisième album. » Dans la nuit du 1er février 2017, le groupe dévoile le premier single nommé Believer qui s'annonce être celui choisi pour faire la promotion de leur troisième album. Le 26 avril 2017, le groupe dévoile un nouveau single intitulé Thunder. Le clip sort dans la nuit du 2 mai 2017, heure française. Le 8 mai 2017 sort une vidéo Instagram où le groupe annonce que leur troisième album se nommera Evolve et qu'il sortira le vendredi 23 juin 2017 et par ailleurs, dans la nuit du 9 mai sort leur nouveau single Whatever It Takes.
Le groupe annonce via leurs réseaux sociaux une tournée mondiale débutant en 2017 et se terminant en 2018, afin de promouvoir ce troisième album. Elle se nomme le Evolve World Tour. Un documentaire sur Dan Reynolds nommé Believer a été présenté au festival de Sundance en janvier 2018, et a été diffusé aux États-Unis le 25 juin sur la chaîne HBO. Le 21 février 2018, le groupe dévoile un titre inédit nommé Next to Me. Par la même occasion, ils annoncent une nouvelle tournée nord-américaine faisant suite au Evolve World Tour. Le 21 avril 2018, So Music organise un concert privé unique au Trianon à Paris.
Le 12 juin 2018, le groupe annonce une nouvelle chanson nommée Born To Be Yours, en collaboration avec le DJ norvégien Kygo. Le single sort dans l'album Golden Hour.

### Origins(2018-2021)
Le 17 juillet 2018 sort un nouveau single nommé Natural puis Zero le 19 septembre, qui s'avère faire partie de la bande-originale du film d'animation Ralph 2.0.
Le 4 octobre, le groupe dévoile, via son compte YouTube et Instagram, l'annonce de la sortie de leur quatrième album nommé Origins, prévu pour le vendredi 9 novembre 2018. La pochette de l'album est réalisée par l'artiste américain Beeple. Selon les membres du groupe, l'album clôt un cycle musical. Un single est dévoilé le mercredi 31 octobre 2018, il s'agit de Machine. Un dernier single nommé Bad Liar sort le mardi 6 novembre 2018. L'album se classe 25e au BillBoard 2018 et est certifié disque de platine 4 mois après sa sortie.
Le 1er juin 2019, le groupe Imagine Dragons a été choisi pour assurer la cérémonie d'ouverture de la finale de la Ligue des champions entre Tottenham et Liverpool à Madrid.

### Mercury – Acts 1 & 2(2021-2023)
Le 8 mars 2021, Imagine Dragons annonce sur les réseaux sociaux la sortie de deux nouveaux singles, Follow You et Cutthroat. Le 2 juillet 2021, le groupe dévoile le troisième single, dénommé Wrecked.
Le groupe annonce la venue du cinquième album prévu pour le 3 septembre 2021, intitulé Mercury – Act 1. L'album produit par Rick Rubin explore les thèmes de prédilection du groupe tels que l'amour, la foi, la douleur, la passion et la perte.
Le 28 octobre 2021, le groupe met en ligne Enemy, en collaboration avec J.I.D, pour la série Arcane. Deux nouveaux singles sont ensuite publiés, il s'agit de Bones et de Sharks.
La seconde partie du double album (Mercury - Acts 1 & 2) est dévoilée le 1er juillet 2022 avec 18 titres supplémentaires. Alors que le premier acte était décrit comme sombre et morose, le second apporte un ton plus optimiste.
Dans le contexte de la guerre en Ukraine, le groupe annule, en solidarité avec le peuple ukrainien, l'intégralité de ses concerts en Russie et demande le retrait de leur musique dans les magasins du pays. Imagine Dragons devient ambassadeur de la plateforme de collecte de dons United24, mise en place par le président Volodymyr Zelensky et la première dame Olena Zelenska, pour venir en aide à la population ukrainienne. Le groupe a rencontré le président ukrainien et n'hésite pas à brandir le drapeau ukrainien à chacun de leurs concerts en demandant de venir en aide au peuple ukrainien dans ce conflit.
À l'occasion de l'anniversaire des dix ans de la sortie de leur premier album Night Visions, le groupe dévoile une édition inédite enrichie Night Visions - 10th Anniversary.
Le 13 mai 2023, le groupe Imagine Dragons sort le clip vidéo du single Crushed, montrant le quotidien d'un jeune Ukrainien pendant la guerre.
Le 30 août 2023, le groupe dévoile un nouveau single, Children of the Sky, pour la sortie du jeu vidéo Starfield. Le 19 septembre, Imagine Dragons sort un clip vidéo pour Children of the Sky.

### Loom (depuis 2024)
Le 10 mars 2024, le groupe publie un extrait du titre Eyes Closed. Le single sort le 3 avril, avec un clip vidéo. Le 22 avril, le groupe annonce que son prochain album Loom sortira le 28 juin 2024. Le même jour, le Loom World Tour est annoncé avec 30 dates à travers les États-Unis, à partir du 30 juin. Le 24 mai sort Nice To meet you, le deuxième single de l'album, avec un clip vidéo. Une tournée en Asie est aussi annoncée avec cinq dates. Fin août, le batteur Daniel Platzman annonce qu'il quitte le groupe, le quatuor devient trio. Le 3 juillet 2024 sort le clip de Wake Up.

## Appel à l'annulation de concerts
En 2023, des défenseurs de la cause arménienne, dans le contexte du blocus du Haut-Karabagh, demandent à Imagine Dragons d'annuler son concert prévu en Azerbaïdjan au mois de septembre. Serj Tankian, leader du groupe System of a down, écrit personnellement à Imagine Dragons pour leur demander l'annulation du concert. Là encore l'argument du artwashing est mis en avant, l'Azerbaïdjan étant une dictature privant ses citoyens de toute liberté individuelle ou politique, ainsi que celui de l'agression du Haut-Karabagh par l'Azerbaïdjan depuis 2020. Devant la fin de non recevoir du groupe, il lance également une pétition en ligne sur Change.org. Tankian reçoit le soutien d'autres musiciens comme Roger Waters, Thurston Moore ou Brian Eno. La polémique continue un an plus tard, alors que Serj Tankian et Dan Reynolds ne cessent de se critiquer par médias interposés,.

## Anagramme
Le nom du groupe est une anagramme, dont les mots originaux sont connus seulement des membres du groupe.
Ragged Insomnia a longtemps été suspecté d'être le nom anagramme original du groupe, en raison de plusieurs références constantes tout au long de leur carrière, notamment dans le clip de la chanson On Top of the World où ces mots apparaissent.
Le nom Ragged Insomnia, qui fait référence aux troubles du sommeil des insomnies, correspond alors à l'antonyme d'Imagine Dragons qui se réfère aux expériences illusoires des rêves.
Le 18 août 2021, une musique intitulée Imagine Dragons et enregistrée par Ragged Insomnia, est dévoilée.

## Fondation Tyler Robinson
« Il avait seulement 17 ans et son courage fut une inspiration pour nous tous. Créer la Fondation Tyler Robinson avec sa famille fut une bonne façon d'honorer sa mémoire en faisant quelque chose de positif. Les dons à la fondation aideront les familles qui n'ont pas les moyens de payer les soins contre le cancer pour leurs enfants. »
En 2013, le groupe crée la Tyler Robinson Foundation en hommage à Tyler Robinson, un adolescent mort à l'âge de 17 ans des suites d'une forme rare de cancer (Rhabdomyosarcome). Le clip vidéo du single Demons lui est d'ailleurs dédié. « Cette vidéo remémore la grandeur de cet homme. », a commenté son frère, Jesse Robinson,. Le groupe l'a rencontré en 2011 lors d'un concert dans une petite discothèque, a raconté Wayne Sermon : « C'était juste un fan de notre musique. On a ensuite découvert qu'il luttait contre un cancer depuis un moment. Dès que nous l'avons rencontré, nous sommes tombés en admiration devant le personnage. » Une de ses chansons préférées était It's Time, que le groupe lui a dédiée lors d'un spectacle. Alors qu'il était en rémission, il a soudainement succombé à la suite de complications. Il a laissé une trace et a influencé la musique de Imagine Dragons.

## Membres

### Membres actuels
- Dan Reynolds – chant, guitare rythmique, piano, claviers, batterie, percussions (depuis 2008)
- Wayne Sermon – guitare solo, chœurs, mandoline (depuis 2009)
- Ben McKee – basse, chœurs, piano, claviers, synthétiseur (depuis 2009)

### Anciens membres
- Brittany Tolman – piano:chœurs, guitare rythmique (2009–2011)
- Theresa Flaminio — piano, claviers, chœurs (2011)
- Dave Lemke – basse, chœurs (2008–2009)
- Aurora Florence – piano, claviers, chœurs, violon (2008)
- Andrew Beck – guitare, chœurs (2008)
- Daniel Platzman – batterie, percussion, chœurs, guitare rythmique, alto, claviers (2011-2023)

### Membres de tournée
- Ryan Walker – piano, claviers, guitare rythmique, mandoline, chœurs, tambourine (2012–2017)
- Will Wells – piano, claviers, guitare rythmique, chœurs (2015–2017, depuis 2024)
- Elliot Schwartzman – piano, claviers, guitare rythmique, chœurs (2017-2022)
- Andrew Tolman – batterie (depuis 2023)

## Reprises
- Radioactive est repris par Within Temptation sur le disque bonus de l'album Hydra sorti en 2014, par le groupe Daughtry, par Pentatonix accompagnés de Lindsey Stirling[56] et Madilyn Bailey, durant l'été 2015. Il est aussi celui qui a le plus été utilisé : pour la publicité télé lors du lancement du jeux vidéo Assassin's Creed III, dès fin octobre 2012[57], pour la publicité du jeu vidéo Defiance et présent dans le jeu NBA2K14, pour le générique et la bande-annonce du film Les Âmes vagabondes[58] ; dans l'épisode 22 de la saison 1 de la série Arrow lors du baiser entre Oliver Queen et Laurel Lance ; dans l'épisode 10 de la saison 6 de la série américaine True Blood, en guise de générique de fin d'épisode[59]; dans l'épisode 14 de la saison 5 de la série américaine Vampire Diaries et dans l'épisode pilote de la série Les 100.
- On Top of the World est utilisé pour le générique de la bande annonce du film Les Croods[60], la musique a été utilisée dans Angry Bird le film, il a été également utilisé dans le film Notre tout petit petit mariage, pour le générique de la série Partners[61], à la fin du film L'Incroyable Burt Wonderstone et dans le premier épisode de Liv et Maddie. Ce titre est également utilisé dans le jeu FIFA 13[62] et PES 2013.
- It's Time est utilisé dans la bande originale de Le Monde de Charlie[63], dans la pub Xbox Kinect 360, ainsi que dans le dernier épisode de la série Gossip Girl[64]. Il a également été repris dans l'épisode 1 de la saison 4 de Glee par Darren Criss[65]. Il fut aussi utilisé pour la bande promo de la nouvelle chaîne D8. Le 9 octobre 2024, le titre a été choisi et diffusé pour accompagner l'implosion de l'hôtel - casino "Tropicana" à Las Vegas
- Ready Aim Fire est utilisé dans Iron Man 3[66].
- Demons a été utilisé dans la bande annonce du film The Words, et est présent dans le jeu vidéo PES 2015.
- Who We Are apparaît dans la bande originale de Hunger Games : L'Embrasement.
- Peter Hollens a repris les titres It's Time et On Top of the World en version a cappella.
- Monster apparaît dans le générique de fin de Infinity Blade III et a été utilisé par la WWE dans la promo du match Triple H vs Daniel Bryan à WrestleMania XXX.
- I'm so sorry a été utilisé dans le trailer de Battelfield Hardline[67] et a été utilisé pour la promotion de la saison 3 de Orange Is The New Black, ainsi que dans le jeu NBA2K16.
- Battle Cry est utilisée dans Transformers : L'Âge de l'extinction.
- Warriors a été créé en collaboration avec Riot Games pour faire la promotion du championnat du monde 2014 de son MOBA, League of Legends, et il fut réutilisé en 2017 pour la bande annonce du film Wonder Woman. Le titre apparaît à plusieurs reprises dans la série coréenne Sweet Home, diffusée sur Netflix.
- Friction est utilisé dans l'épisode 23 de la saison 12 de la série NCIS : Enquêtes spéciales, dans la bande annonce du jeu Ghost Recon : Wildlands ainsi que dans la bande annonce du film Mission impossible : Fallout. Il est également utilisé pour le générique de la série Crossing Lines.
- I Bet My Life est utilisé dans la bande annonce du film This Is Not a Love Story. La chaîne TF1 l'a aussi utilisé dans un spot annonçant la Coupe du monde de rugby à XV en 2015.
- Levitate apparaît dans la bande originale du film Passengers, dans lequel on retrouve Jennifer Lawrence et Chris Pratt.
- Believer a été utilisé lors du spot publicitaire pour la Nintendo Switch lors de la finale du Super Bowl, dans l'épisode 13 de la saison 1 de Riverdale et a été remixé pour la bande-annonce du film Le Crime de l'Orient-Express. Il a été également repris comme fond musical pour le film Le 15 h 17 pour Paris. Il a également été utilisé par Hugo Boss pour la publicité de son nouveau parfum dès novembre 2020. Le titre est utilisé dans le jeu Beatstar de Space Ape, ainsi que dans la série Valeria (série télévisée, 2020) (épisode 1, saison 2). Believer est aussi utilisé au début de l'épisode 1 de la saison 2 de Timeless. Des morceaux de la chanson introduisent l’épisode 11 de la saison 4 de Lucifer. Le titre a été repris pour le publicité de Fuze Tea dès janvier 2023.
- Enemy a été créé en collaboration avec Riot Games à l'occasion de la production de la série Arcane (série télévisée). Le titre est partiellement utilisé dans le départ de chaque épisode de la série.
- Children of the Sky a été créé en collaboration avec Bethesda Game Studios pour la sortie du jeu-vidéo Starfield en 2023. Le groupe a d'ailleurs réagi sur leur contribution au jeu : « Bethesda Game Studios a créé des jeux emblématiques auxquels nous avons joué pendant la majeure partie de notre vie, et nous sommes honorés d'avoir collaboré à cette chanson pour Starfield »[68].

## Distinctions
| Année | Nommé                | Organisation                 | Prix                                  | Résultat   |
| ----- | -------------------- | ---------------------------- | ------------------------------------- | ---------- |
| 2012  | It's Time            | MTV Video Music Awards       | Meilleur clip de musique rock         | Nomination |
| 2013  | Radioactive          | MVPA Awards (en)             | Meilleur clip de musique rock         | Lauréat    |
| 2013  | Radioactive          | MuchMusic Video Awards       | Meilleur clip international (Groupe)  | Nomination |
| 2013  | Radioactive          | MTV Video Music Awards       | Meilleur clip de musique rock         | Nomination |
| 2013  | Radioactive          | UK Festival Awards (en)      | Hymne de l'été                        | Nomination |
| 2013  | Radioactive          | Teen Choice Awards           | Meilleure chanson rock                | Lauréat    |
| 2013  | Imagine Dragons      | Teen Choice Awards           | Meilleur groupe rock                  | Nomination |
| 2013  | Imagine Dragons      | Teen Choice Awards           | Groupe révélation de l'année          | Nomination |
| 2013  | Imagine Dragons      | Teen Choice Awards           | Groupe de l'été                       | Nomination |
| 2013  | Imagine Dragons      | MTV Europe Music Awards      | Révélation de l'année                 | Nomination |
| 2013  | Imagine Dragons      | UK Festival Awards (en)      | Révélation de l'année                 | Nomination |
| 2013  | Imagine Dragons      | American Music Award         | Révélation de l'année                 | Nomination |
| 2013  | Imagine Dragons      | American Music Award         | Meilleur duo/groupe pop/rock          | Nomination |
| 2013  | Imagine Dragons      | American Music Award         | Meilleur artiste alternatif           | Lauréat    |
| 2014  | Radioactive          | Grammy Awards                | Enregistrement de l'année             | Nomination |
| 2014  | Radioactive          | Grammy Awards                | Meilleure interprétation rock         | Lauréat    |
| 2014  | Radioactive          | People's Choice Awards       | Chanson de l'année                    | Nomination |
| 2014  | Imagine Dragons      | People's Choice Awards       | Révélation de l'année                 | Nomination |
| 2014  | Imagine Dragons      | People's Choice Awards       | Groupe de l'année                     | Nomination |
| 2014  | Imagine Dragons      | People's Choice Awards       | Groupe alternatif de l'année          | Nomination |
| 2017  | Imagine Dragons      | NRJ Music Awards 2017        | Groupe / Duo international de l'année | Lauréat    |
| 2018  | Imagine Dragons      | NRJ Music Awards 2018        | Groupe / Duo international de l'année | Lauréat    |
| 2020  | Imagine Dragons      | NRJ Music Awards 2020        | Groupe / Duo international de l'année | Nomination |
| 2021  | Imagine Dragons      | NRJ Music Awards 2021        | Awards d'honneur                      | Lauréat    |
| 2021  | Imagine Dragons      | NRJ Music Awards 2021        | Groupe / Duo international de l'année | Nomination |
| 2021  | Follow You           | NRJ Music Awards 2021        | Chanson internationale de l'année     | Nomination |
| 2022  | Follow You           | Billboard Music Awards       | Meilleure chanson rock                | Nomination |
| 2022  | Mercury – Act 1      | Billboard Music Awards       | Meilleur album rock                   | Nomination |
| 2022  | Imagine Dragons      | Billboard Music Awards       | Meilleur Duo/Groupe                   | Nomination |
| 2022  | Imagine Dragons      | Billboard Music Awards       | Meilleur artist rock                  | Nomination |
| 2022  | Imagine Dragons      | MTV Europe Music Awards 2022 | Meilleur artiste alternatif           | Nomination |
| 2022  | Imagine Dragons      | NRJ Music Awards 2022        | Groupe / Duo international de l'année | Lauréat    |
| 2022  | Bones                | NRJ Music Awards 2022        | Chanson internationale de l'année     | Nomination |
| 2022  | Imagine Dragons      | Los40 Music Awards 2022      | Meilleur acte international           | Nomination |
| 2022  | Imagine Dragons      | Los40 Music Awards 2022      | Meilleur acte live international      | Nomination |
| 2022  | Enemy                | Los40 Music Awards 2022      | Meilleure chanson internationale      | Nomination |
| 2022  | Mercury – Acts 1 & 2 | Los40 Music Awards 2022      | Meilleur album international          | Nomination |
| 2023  | Imagine Dragons      | NRJ Music Awards 2023        | Groupe / Duo international de l'année | Lauréat    |